# Joe Vincent Meigs
Joe Vincent Meigs (24. listopada 1892.,  - 24. listopada 1963.), bio je utjecajni američki ginekolog, po kome je nazvan Meigsov sindrom i koji je uveo novi kirurški zahvat u ginekologiju (modifikacija totalne histerektomiju po Ernst Wertheimu).
Meigs je diplomirao medicinu na sveučilištu Harvard, a 1942.g. postao je profesor kliničke ginekologije na tom sveučilištu.